# Campolier
Campolier és una masia situada al municipi de Sant Ferriol, a la comarca catalana de la Garrotxa.